# Laubwand
De Laubwand, soms ook Lawand genoemd, is een berg in de deelstaat Beieren, Duitsland en in de deelstaat Salzburg, Oostenrijk. De berg heeft een hoogte van 2312 meter. De grens tussen Duitsland en Oostenrijk loopt over de top.
De Laubwand is onderdeel van het Steinernes Meer, dat weer deel uitmaakt van de Berchtesgadener Alpen.